# Coreoidea

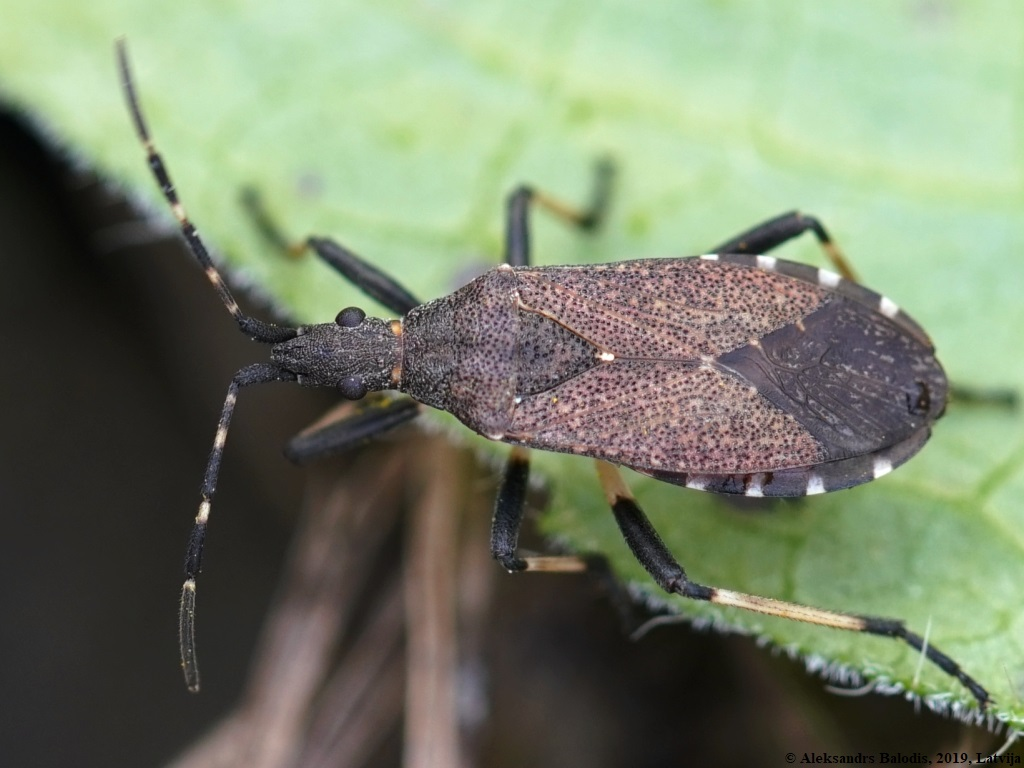
Dicranocephalus medius z rodziny Stenocephalidae

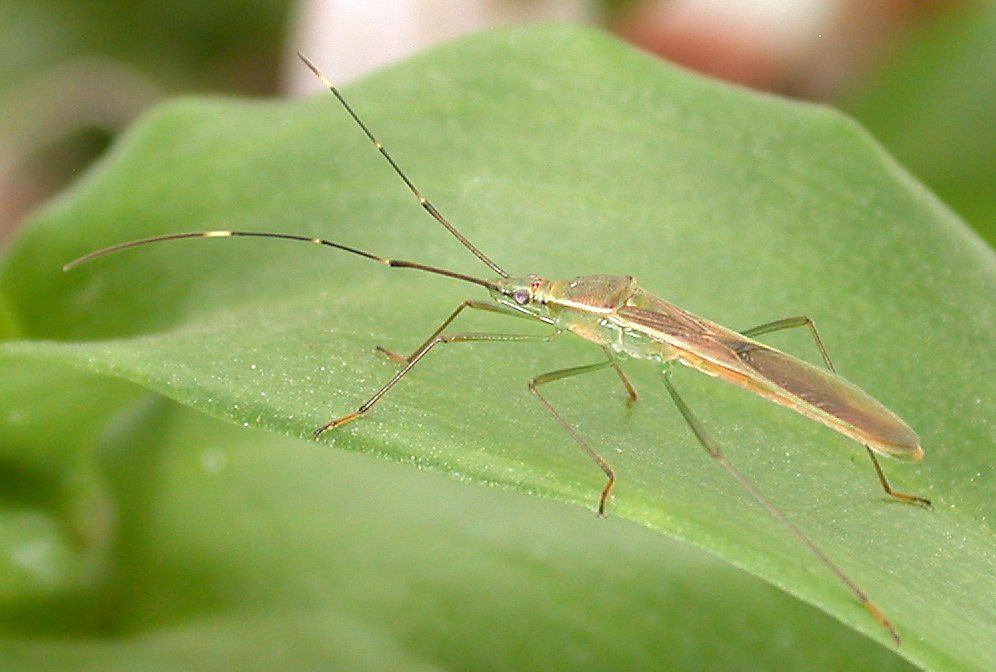
Leptocorisa acuta z rodziny smyczykowatych

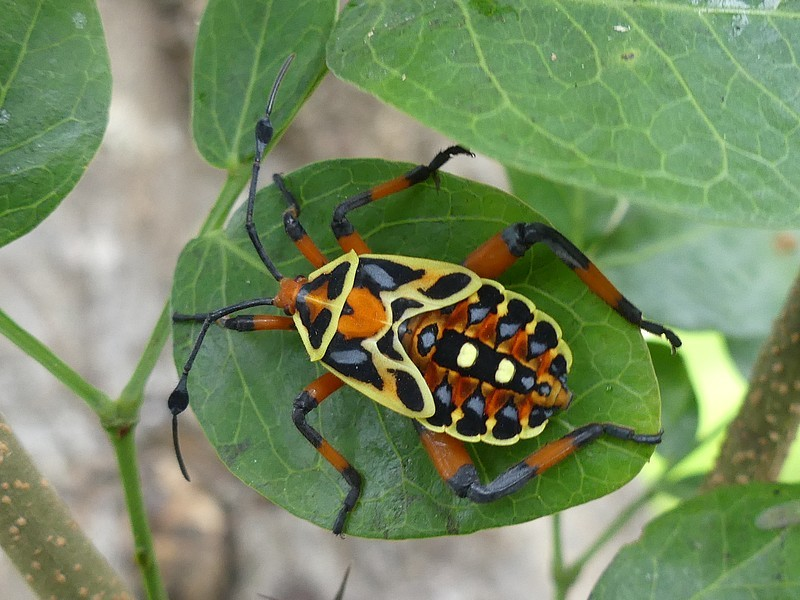
Pachylis nervosus z rodziny wtykowatych

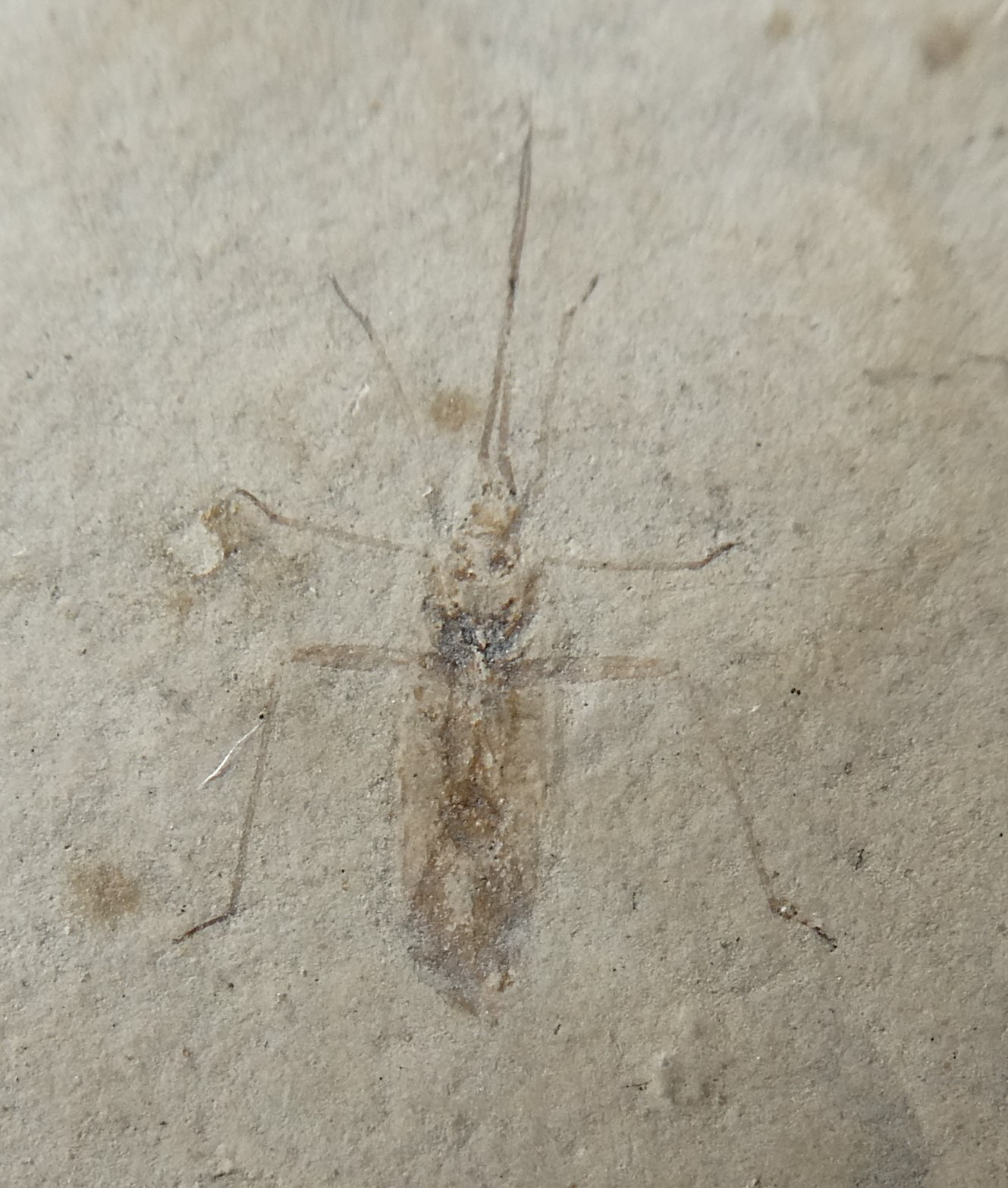
Odcisk Leptoserinetha navicularis z oligocenu

Coreoidea – nadrodzina owadów z rzędu pluskwiaków i podrzędu różnoskrzydłych. Kosmopolityczna. Obejmuje ponad 3100 opisanych gatunków. W zapisie kopalnym znana od karniku w triasie.

## Morfologia
Pluskwiaki o ciele długości od 4 do 45 mm (rodzaj Thesus należy do największych przedstawicieli pluskwiaków lądowych), różnorodnego kształtu. Ubarwienie najczęściej jest maskujące, z dominacją odcienia brązowego, żółtobrązowego, szarobrązowego, czerwonobrązowego lub zielonobrązowego. Wśród wysysowatych i wtykowatych spotyka się jednak także ubarwienie ostrzegawcze, najczęściej czerwono-czarne, pomarańczowo-czarne lub żółto-czarne. Ponadto u tropikalnych wtykowatych występować mogą jaskrawe barwy metaliczne o funkcji mylącej dla napastnika.
Głowa ma zarys trójkątny lub czworokątny. Dobrze wyodrębniony nadustek wyciągnięty jest przed podstawy czułków. Dobrze rozwinięte czułki budują cztery człony. Oprócz dość dużych, dobrze rozwiniętych oczu złożonych obecne są dwa przyoczka umieszczone na wzgórkach w tyle głowy. Kłujka w pozycji spoczynkowej sięga ku tyłowi do panewek bioder środkowej pary odnóży, rzadko dalej.
Tułów ma pochylone ku przodowi, czworokątne w zarysie przedplecze. Tarczka jest trójkątna, sięgająca najdalej do połowy długości odwłoka, o powierzchni gładkiej lub wyposażona w żeberka. Dominują w tej grupie formy długoskrzydłe. Formy krótkoskrzydłe spotyka się wśród Hyocephalidae, wysysowatych i wtykowatych, a formy bezskrzydłe dominują wśród Agriopocorini. Półpokrywy zwykle mają wyraźne żyłki na przykrywkach oraz liczne żyłki na zakrywkach, niekiedy tworzące komórki. Ujścia gruczołów zapachowych zatułowia u wysysowatych są niewidoczne, a u pozostałych grup leżą po bokach tułowia między biodrami drugiej i trzeciej pary. Odnóża mają stożkowate biodra i trójczłonowe stopy zwieńczone pazurkami i błoniastymi przylgami. Uda i golenie zwykle są walcowate, ale mogą być zgrubiałe, kolczaste czy zaopatrzone w płatowate wyrostki.
Odwłok ma dobrze widoczną, łukowatą lub rombowatą listewkę brzeżną. Wszystkie przetchlinki umieszczone po jego stronie brzusznej z wyjątkiem Agriopocorini, u których część przetchlinek umieszczona jest brzeżnie i niektóre widoczne są od strony grzbietowej. Sternity od trzeciego do siódmego zaopatrzone są w trichobotria. Genitalia samic mają spermatekę oraz pokładełko o płytkowatych lub wydłużonych walwulach.

## Ekologia i występowanie
Wszystkie wysysowate są fitofagami ssącymi. Spotykane są wśród nich gatunki polifagiczne, oligofagiczne i monofagiczne. W większości żerują na nadziemnych, wegetatywnych organach roślin. Nieliczne wysysają nasiona lub żerują na organach generatywnych. Samice składają jaja na roślinach żywicielskich, powierzchni gleby, a u niektórych wtykowatych wykazują troskę rodzicielską, nosząc jaja przy sobie. Niektóre gatunki potrafią się komunikować, wytwarzając dźwięki poprzez strydulację. U niektórych gatunków samce wykazują terytorializm i walczą o samicę przy pomocy tylnych odnóży. 
Nadrodzina kosmopolityczna, najliczniej reprezentowana w strefie tropikalnej i subtropikalnej. W Polsce stwierdzono 34 gatunki z 23 rodzajów i trzech rodzin (zobacz: wtykowate Polski, wysysowate Polski i Stenocephalidae Polski).

## Taksonomia i ewolucja
Takson rangi rodzinowej od rodzaju Coreus jako pierwszy utworzył w 1815 roku William Elford Leach, natomiast Coreoidea w randze nadrodziny wprowadził w 1910 roku Odo Reuter. Albert Tullgren w 1918 roku włączył Coreoidea w skład Trichophora, a w 1954 roku Denis Leston, John G. Pendergrast i T. Richard E. Southwood umieścili je w infrarzędzie Pentatomomorpha.
Do nadrodziny tej zalicza się ponad 3100 opisanych gatunków, sklasyfikowanych w 7 rodzinach i kilku rodzajach nieprzyporządkowanych do żadnej z nich:
- Alydidae Amyot & Serville, 1843 – smyczykowate
- Coreidae Leach, 1815 – wtykowate
- Hyocephalidae Bergroth, 1906
- Rhopalidae Amyot & Serville, 1843 – wysysowate
- Stenocephalidae Dallas, 1852
- †Trisegmentatidae Zhang, Sun & Zhang, 1994
- †Yuripopovinidae Azar, Nel, Engel, Garrouste & Matocq, 2011
- incertae sedis:
  - †Cacalydus Scudder, 1890
  - †Corizites Popov, 1986
  - †Cratocoris Martins-Neto et al., 1999
  - †Etirocoris Scudder, 1890
  - †Litholygaeus Popov, 1986
  - †Monocoris Popov, 1986

Monofiletyzm Coreoidea jest wspierany przez wyniki licznych analiz filogenetycznych, w tym Thomasa J. Henry’ego z 1997 roku, Hua i innych z 2008 roku, Pana i innych z 2008 roku, Tiana i innych z 2011 roku, Yao i innych z 2012 roku, Yuana i innych z 2012 roku, Gordona i innych z 2016 roku, Li i innych z 2016 roku, Wanga i innych z 2016 roku, Valero i innych z 2017 roku, Weiraucha i innych z 2018 roku, Zhao i innych z 2018 roku oraz Forthmana i innych z 2019 roku. Niejasne pozostają natomiast relacje wewnątrz tej nadrodziny. W szczególności wskazuje się na brak monofiletyzmu smyczykowatych i wtykowatych. Na siostrzaną relację należącej do wtykowatych podrodziny Hydarinae ze smyczykowatymi wskazują wyniki analiz Hua i innych z 2008 roku, Songa i innych z 2012 roku, Yuana i innych z 2015 roku oraz Zhao i innych z 2018 roku. Z kolei według analizy Forthmana i innych z 2019 roku Hydarinae zajmują pozycję siostrzaną względem Micrelytrinae w obrębie smyczykowatych, a Pseudophloeinae pozycję siostrzaną względem Alydinae (również w obrębie smyczykowatych). Dość powszechnie uzyskuje się natomiast wsparcie dla kladu formowanego wspólnie przez przedstawicieli smyczykowatych i wtykowatych. O jego monofiletyzmie świadczą wyniki analiz Henry’ego z 1997 roku, Li z 1996 i 1997 roku, Xie i innych z 2005 roku, Hua i innych z 2008 roku, Pana i innych z 2008 roku, Tiana i innych z 2011 roku, Songa i innych z 2012 roku, Yao i innych z 2012 roku, Yuana i innych z 2012 roku, Gordona i innych z 2016 roku, Li i innych z 2016 roku, Wanga i innych z 2016 roku, Valero i innych z 2017 roku oraz Forthmana i innych z 2019 roku.
Najstarsze skamieniałości Coreoidea pochodzą z karniku w triasie i należą do Kerjiecoris oopsis.